# Рамон Новарро
Рамо́н Нова́рро (исп. Ramón Novarro, настоящее имя Хосе́ Рамо́н Хиль Саманье́го исп. José Ramón Gil Samaniego; 6 февраля 1899, Виктория-де-Дуранго, Дуранго, Мексика — 30 октября 1968, Северный Голливуд, Лос-Анджелес, Калифорния, США) — американский актёр, звезда «немого» кино. Двоюродный брат актрис Андреа Пальма и Долорес дель Рио.

## Биография
Сын преуспевавшего мексиканского дантиста, бежавшего с семьёй в Лос-Анджелес, к сыну, после Мексиканской революции в 1916 году. Работал танцовщиком и певцом на эстраде, ожидая начала кинокарьеры, наступившей в 1914 с эпизодической роли. После смерти Валентино Новарро стал новым «латинским любовником» «MGM». Так на заглавную роль в фильме «Бен-Гур», который начала снимать кинокомпания «Goldwyn Pictures» в 1923 году сначала был приглашён Джордж Уолш, но в середине съемок он был заменён Рамоном Новарро. В 1930-е годы, после прихода звука в кино, пробует свои силы в кинорежиссуре в Мексике, но успеха не достигает. Начиная с конца 1950-х активно сниматься на телевидении. Работал с ведущими кинорежиссёрами, такими, как Сесил Блаунт Демилль, Эрнст Любич, Жак Фейдер, Марсель Л’Эрбье, Джон Хьюстон, Дон Сигел, Ричард Брукс, Джордж Кьюкор. В 1942 воплотил на экране образ блаженного Хуана Диего в мексиканской картине (исп. La virgen que forjó una patria). Вместе с другими звёздами, такими, как Глория Свенсон, Грета Гарбо, Дженнифер Джонс, Роберт Рейн он посещал занятия школы йоги, открытой в Голливуде в 1947 году Индрой Деви. Новарро был убит 30 октября 1968 года братьями Полом и Томом Фергюсонами в возрасте 22 и 17 лет, которые позвонили ему и предложили свои сексуальные услуги. Похоронен на римском католическом кладбище «Голгофа» в Лос-Анджелесе.

### Карьера
Первый латиноамериканский актер, ставший суперзвездой, Рамон Новарро в течение многих лет был одним из лучших актеров Голливуда. К середине 1920-х годов он стал одним из самых кассовых хитов MGM, снявшись в теперь уже классических фильмах, включая «Принц-студент», «Мата Хари» и оригинальную версию «Бен-Гура». Он делил экран с ведущими леди той эпохи, такими как Грета Гарбо, Мирна Лой, Джоан Кроуфорд и Норма Ширер, и стал главным соперником Рудольфа Валентино в категории «Латинский любовник». Тем не менее, несмотря на его значительные профессиональные достижения, непреходящая слава Новарро проистекает из его трагической смерти.

### Личная жизнь и смерть
Изображён на картине своего двоюродного брата — мексиканского художника Анхеля Сарраги в образе обнажённого до пояса футболиста с мячом в руках. Вечны холостяк, Новарро тщательно культивировал образ человека, глубоко преданного своей семье и католицизму. Его убийство разрушило этот образ. На Хэллоуин 1968 года окровавленный труп Новарро был найден у него в доме. Это стало одним из самых печально известных скандалов Голливуда: в новостях сообщалось, что лихой герой экрана не только был геем, но и погиб от рук двух молодых мужчин-мошенников. С тех пор подробности его убийства достигли почти мифических масштабов, затмевая профессиональное наследие Новарро.

## Избранная фильмография

### Актёр

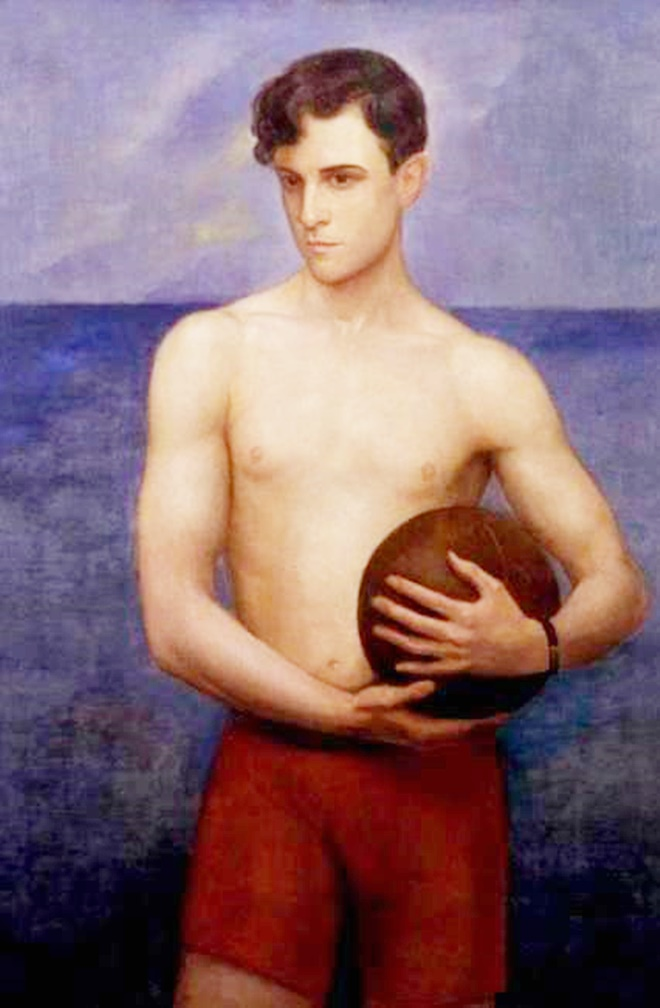
Анхель Саррага. Портрет Рамона Новарро, 1929

- 1916 — Женщина Жанна — голодный крестьянин (в титрах не указан)
- 1917 — Маленькая американка — раненый солдат (в титрах не указан)
- 1917 — Женщина, которую забыл Бог — ацтекский мужчина (в титрах не указан)
- 1921 — Идол маленького городка
- 1921 — Четыре всадника Апокалипсиса — эпизод (в титрах не указан)
- 1922 — Пленник Зенды — Руперт из Хенцау
- 1922 — Легкомысленные девицы — Анри / Иван де Мопен
- 1923 — Скарамуш — Андре-Луи Моро
- 1924 — Араб — Джамиль Абдула Азам
- 1924 — Имя тебе — Женщина — Хуан Рикардо
- 1925 — Бен-Гур — Иуда Бен-Гур
- 1927 — Принц-студент в Старом Гейдельберге — принц Карл Генрих
- 1929 — Язычник — Henry Shoesmith, Jr.
- 1930 — Зов плоти — Хуан де Диос
- 1931 — Сын Индии — Карим
- 1931 — Мата Хари — лейтенант Алексис Розанов
- 1933 — Варвар — Джамиль Эль Шехаб
- 1937 — Шейх выходит — Ахмед Бен Насиб
- 1949 — Мы были чужими — шеф
- 1949 — Большой обман — генеральный инспектор Ортега
- 1958 — Чертовка в розовом трико — де Леон
- 1959—1973 — Бонанза  — Хосе Ортега

### Режиссёр
- 1930 — / Sevilla de mis amores
- 1931 — / Le chanteur de Séville
- 1936 — / Contra la corriente

## Награды
- 1960 — Специальная премия Золотой глобус «икона немого кино».
- 1960 — Звезда на Голливудском бульваре (6350)